# Damaeus puritanicus
Damaeus puritanicus är en kvalsterart som först beskrevs av Banks 1906.  Damaeus puritanicus ingår i släktet Damaeus och familjen Damaeidae. Inga underarter finns listade i Catalogue of Life.